# Dream High
Dream High (en hangul, 드림하이) también conocida en español como Sueña sin límites, es una serie de televisión surcoreana emitida originalmente en 2011 y protagonizada por Suzy, Kim Soo-hyun, Hahm Eun-jung, Lee Ji-eun (IU), Ok Taek-yeon y Jang Wooyoung.
Fue emitida en su país de origen por KBS 2TV desde el 3 de enero hasta el 28 de febrero de 2011, con una longitud de 16 episodios emitidos las noches de cada lunes y martes a las 21:55 (KST). Un año después fue lanzada una secuela titulada Dream High 2 con un reparto e historia totalmente diferente.

## Argumento
Narra la historia de seis estudiantes de la Escuela de Artes Kirin, quienes trabajan para lograr sus sueños de convertirse en estrellas de la industria musical coreana. Esta cuenta los inicios del primer coreano en ganar un premio Grammy en la historia de la música, sus esfuerzos, y sueños tanto de él como de sus compañeros a lo largo de su paso por la escuela. Es allí, donde se enfrentan a incidentes y luchas para lograr alcanzar su meta de convertirse en estrellas. El drama muestra también el canto, baile y actuación, y a su vez el lado real de la industria del entretenimiento coreano. Ko Hye-mi es una estudiante que se había especializado en la música clásica, pero tiene que renunciar a su sueño y entrar en la escuela secundaria de artes Kirin para poder pagar la deuda de su padre. Sin embargo, ella necesita conseguir que vengan otros dos estudiantes para poder inscribirse en la escuela de forma condicional. Estos dos estudiantes son Song Sam-dong, que vive en el campo, y Hyun Si-hyuk, con quien se reúne accidentalmente mientras trataba de escapar de un usurero. Yoon Baek-hee, examiga de Hye-mi, se convierte en su rival en la escuela porque Hye-mi la traiciona durante una audición para entrar en la escuela.

## Reparto

### Principal

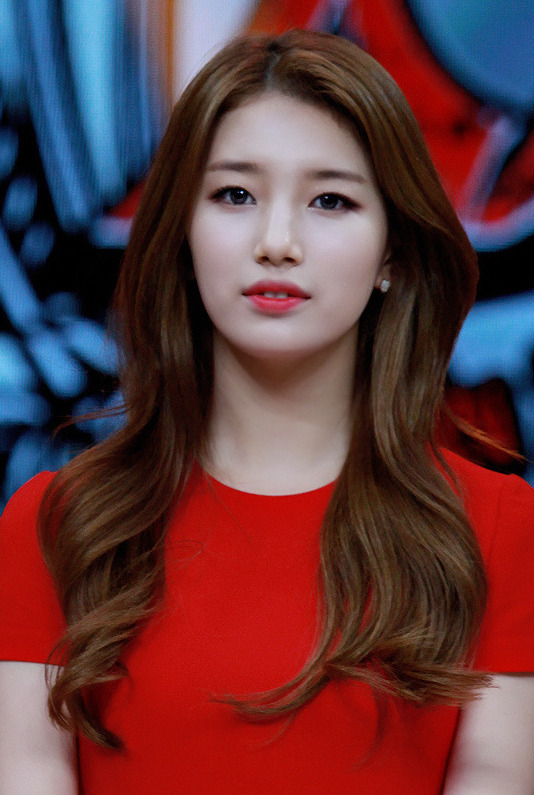
Suzy es la arrogante Hye-mi.

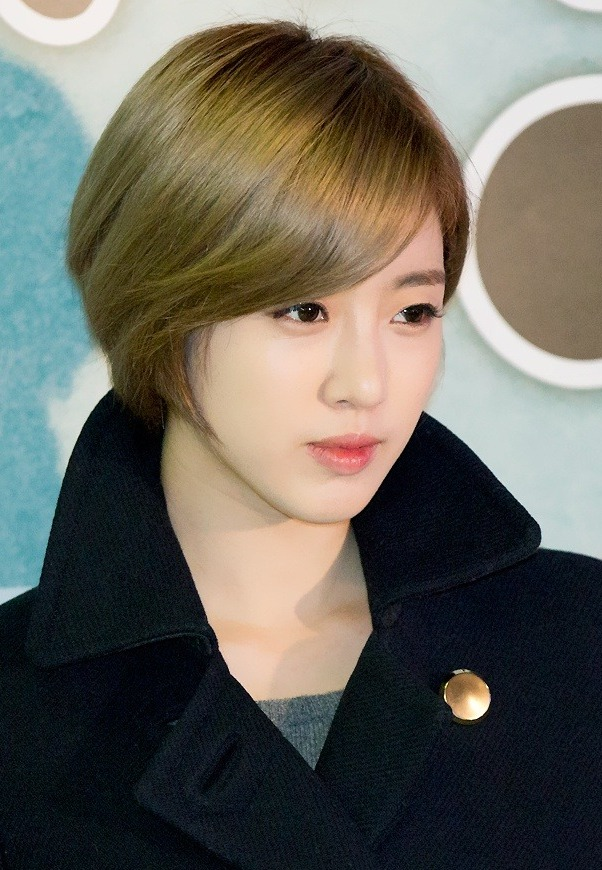
Eun-jung es la tímida antagonista Baek-hee.

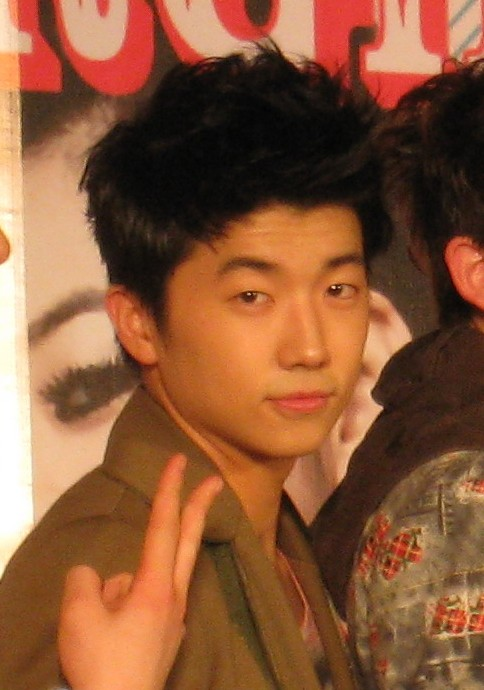
Wooyoung es el talentoso Jason.

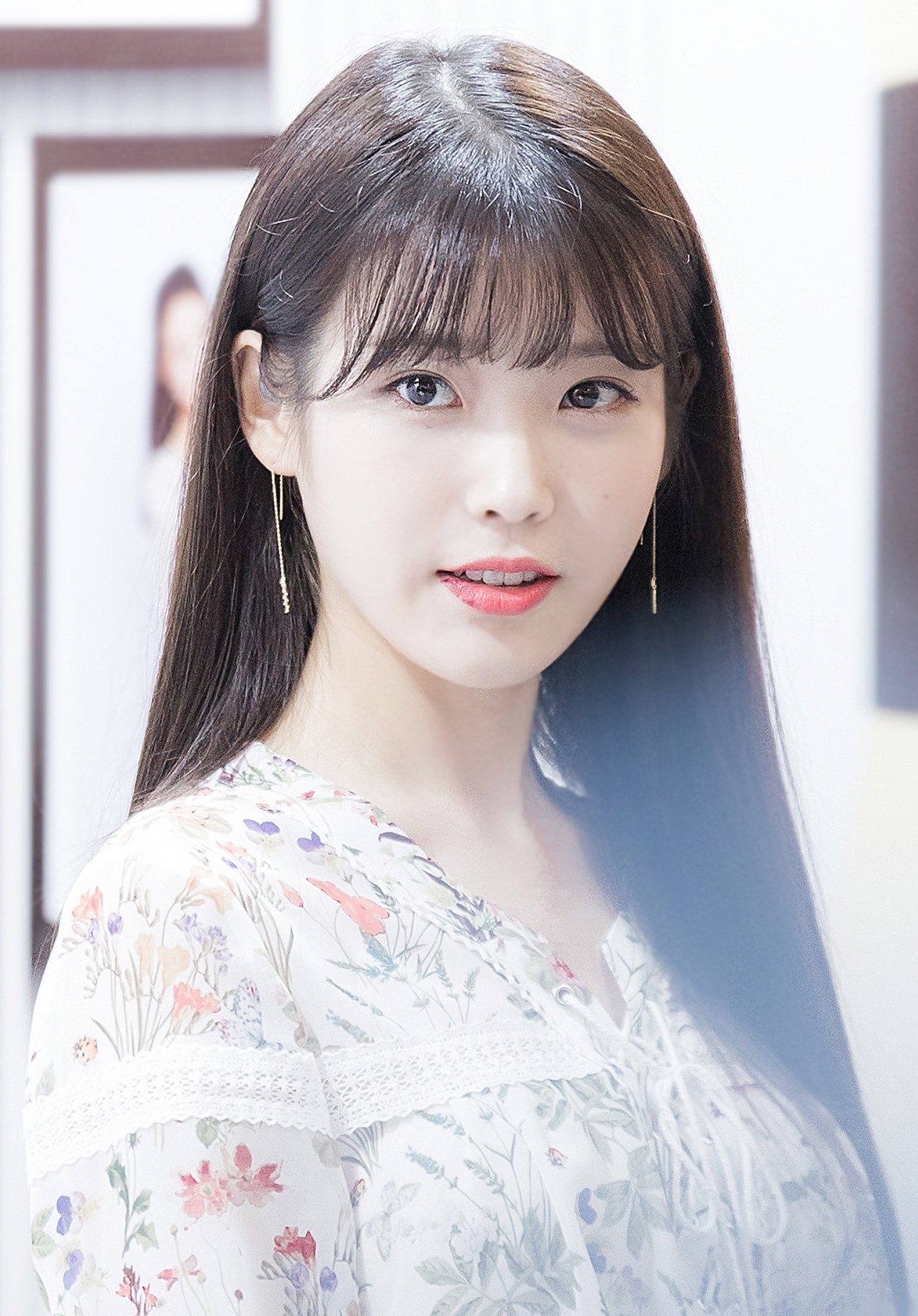
IU es la encantadora Kim Pil Sook.

- Bae Suzy como Ko Hye-mi.

Es una orgullosa y arrogante joven reconocida por su hermosa voz y trabajado registro vocal. A causa de un mal negocio de su padre, el cual los llevó a la quiebra financiera, se ve obligada a dejar su sueño de ser una famosa cantante lírica, y a participar en las audiciones para entrar a la Escuela de Artes Kirin, la cual ella considera una escuela de tercera categoría por la formación popular que imparte. Por motivos de su arrogancia y al menospreciar no solo a la escuela sino a su mejor amiga con quien audicionó junto ella, es rechazada en el ingreso, y es definida como una cantante de tercera categoría por parte del mismo director a causa los prejuicios de ella. A pesar de su insistencia y tras humillarse públicamente decide huir, pero pronto es informada por el profesor Kang O-hyuk, la persona quien más odia en la vida, que fue aceptada de manera especial por el mismo director, pero primero debe llegar a la ceremonia de inicio de clases junto a dos estudiantes. Es así como decide ir en busca de Song Sam-dong, un humilde joven que vive en el campo junto a su madre, el cual se enamora de ella a primera vista. Hye-mi tras ver las pocas intenciones de Sam-dong de viajar a Seúl, y los sentimientos del hacia ella, trata de seducirlo con su belleza para así convencerlo, pero fue su voz la que abrió los ojos de este, y al poco tiempo se reunirán en Seúl para ser los nuevos estudiantes especiales. A lo largo de la historia, Hye-mi tendrá relación con el otro estudiante de ingreso especial, Jin Kook, un chico que conoce de manera accidental mientras ella escapaba de los prestamistas de su padre, a pesar de que su primera idea sobre él fue ser un matón y pervertido, pronto ella recordara su relación con él durante la infancia, y este será un pilar fundamental en la vida de Hye-mi su paso por la escuela, al punto de sentir celos por la relación de este con su ex mejor amiga, y el hecho de debutar sin ella, rompiendo la promesa de ambos. Hye-mi tiene una dura relación con su ex mejor amiga Yoon Baek-hee, la cual llegaría a lastimarla, humillarla y menospreciarla como esta misma hizo con Baek-hee durante las audiciones, y su vez competirán por la atención de Kook. Tras las constantes humillaciones e incluso sufrir bullying por parte del resto de la academia, Hye-mi recibirá el apoyo constante de Sam-dong, quien jurara protegerla e incluso recibir un grave golpe en la cabeza lo que llevara a internarlo de urgencia. El separarse de Kook a causa de la gira de este y su agrupación musical, y su difícil relación con Baek-hee,  harán que ella y Sam-dong se unan y superaran no solo en expresión, sino en baile, entablando un fuerte lazo de amistad y confianza. A la llegada de Kook, Hye-mi deberá reconocer las intenciones de él al momento de romper su promesa, y terminaría besándola, lo que ocasiona la ruptura en la relación entre ella y Sam-dong. Tras la noticia de la enfermedad de Sam-dong, y sus nuevas intenciones, Hye-mi intentara recuperar al antiguo Sam Dong, apoyándolo y dándole fuerzas para encontrar solución a su problema, así devolviéndole el espíritu, sin darse cuenta de que ella realmente se ha enamorado de él. Hye-mi tiene una lucha constante con su profesor, pues este fue quien sedujo a su inocente madre y separó a su familia, pero mientras este los apoya en sus dificultades ella comprenderá que él es realmente una buena persona. Finalizando la serie, Hye-mi se ha convertido en alguien totalmente distinta, capaz de expresar sus sentimientos, creer en sus amigos y tomar la difícil decisión de elegir quedarse en Corea cumpliendo el sueño de debutar, en vez de seguir a su padre a USA para convertirse en la cantante que siempre soñó. Debutara junto a sus mejores amigos en el grupo Dream High, luego de volver a tener su relación con Baek-hee. Ocho años después, y tras dejar partir a Sam-dong para que el posteriormente se convierta en K, está celebrando su concierto número 100 de su carrera como solista, y dedica la primera canción a un amigo que no pudo asistir, "Only Hope", canción que canto ocho años atrás y con la cual se conocieron, y recordando el momento en el cual por fin le abrió su corazón a Sam-dong.

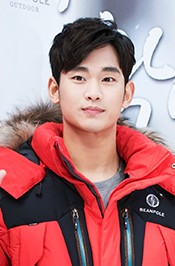
Kim Soo-hyun es el humilde Sam-dong.

- Kim Soo-hyun como Song Sam-dong.

Humilde, pasivo e inocente joven que se ve envuelto en el mundo de las luces tras conocer a Hye-mi, quien viajó a su pueblo para reclutarlo a la academia de artes Kirin por solicitud del director para formar parte del grupo especial. Sin saber quién era, Hye-mi tropieza con él en un festival rural, y este se enamora a primera vista de ella. Sam-dong vive en el campo junto a su madre, esforzada y trabajadora mujer que lo crio sola luego de ser abandonada por el padre de este. Sam-dong ama demasiado a su madre, al punto de negar su talento para no causarle dolor pues su padre los abandono para cumplir su sueño de ser cantante. Tras conocer a Hye-mi, este rechaza la oferta de viajar a Seúl a pesar de sentirse fuertemente atraído por ella, para no abandonar a su madre, pero luego de escucharla cantar descubre un nuevo sentimiento, y por la insistencia de su madre decide asistir a la academia Kirin. Su llegada fue atrasada lo que ocasionó problemas futuros, como el dejar la escuela a cargo del Director de Arte, ahora el director de la escuela, quien siente recelo a las prácticas del antiguo director como hacia el profesor Kang O-hyuk, quien es el encargado de su curso. Sam-dong es un virtuoso en la música, tanto en su canto como el hecho de componer sin conocer acorde alguno, pero es su apariencia e inseguridad de chico de campo lo que le impide destacar en sus comienzos. Siendo un chico nuevo, decide enfrentar al mejor alumno Jason, en donde prueba su talento a pesar de que pierde el desafío, posteriormente Hye-mi cambiara su apariencia con un nuevo corte de cabello, y al comprar nuevas ropas, lo que no solo mejora su ánimo por apariencia sino por acercarse un poco más a ella. Al paso de la serie él tendrá que enfrentarse a las constantes agresiones hacia Hye-mi, convirtiéndose en su protector y admirándola cada día más, al punto de recibir un grave golpe en la cabeza, como consecuencia el sentirá durante mucho tiempo que ella siente lástima por el en vez de admiración, y amor. Sam-dong, vera como su principal rival a Kook, no solo por el hecho que debutó primero a pesar de ser parte del mismo grupo, sino por el amor de Hye-mi. Luego de la partida de Kook, Sam-dong creara un fuerte lazo con Hye-mi, comenzando así la segunda parte de su historia. Durante el capítulo 10, y luego de que Kook volviera, Sam-dong toma distancia de Hye-mi no solo por darse cuenta de que ella realmente ama a Kook, sino por ser diagnosticado con una enfermedad que le causa sordera momentánea, rompiendo así su sueño de ser músico. Abandona el hogar que comparte con sus amigos, y comienza a vagar hasta llegar a trabajar en un bar, en donde pronto Hye-mi llegará para convencerlo de volver a la academia, y a sus sueños, tras mucho pesar y sufrimiento, él descubrirá que a pesar de sus límites desea con todo su corazón ser músico, y estar en un escenario. Con esto comienza un estudio, y gracias a los cuidados de Hye-mi, lograra llegar al tono absoluto lo que impide que desafine sin escuchar la música, superando su debilidad y convirtiéndola en su fortaleza. Con la llegada del padre de Hye-mi, este le pide que no lo deje, y se quede en Seúl demostrando nuevamente que el aún la ama. Tras lograr debutar en White Entertainment, los chicos de la banda Dream High participaran en un concurso para grabar un disco con una prestigiosa compañía de entretenimiento, en la cual Sam-dong es el ganador y deberá viajar a Estados Unidos, a pesar de negarse por no desear abandonar a Hye-mi, y el temor a ser un cantante solitario, es convencido para partir pero antes de subir al bus, este entrega el pequeño accesorio de Hye-mi que ha guardado todo este tiempo, y decide convertirse en el mejor para que ella se enamore de él, tras partir el bus; Hye-mi corre hacia el bus como una vez él había hecho con ella, y entrega el medallón que lo acompañó a él, y a sus compañeros en su largo camino hacia la fama, sellando con un beso su amor.
Ocho años después, Sam-dong es conocido en el mundo con el nombre de K, el primer coreano en ganar un Grammy, y ser el número uno del mundo.
- Ok Taek-yeon como Hyun Si-hyuk / Jin Kook.

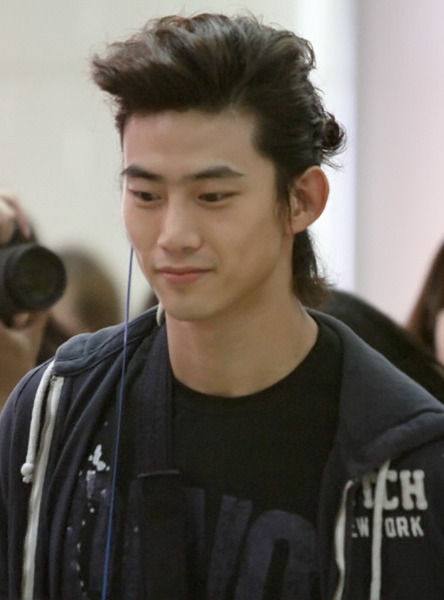
Taecyeon es el problemático Kook.

Joven conocido por ser problemático, se encuentra por primera vez con Hye-mi a la salida de ella de un recital, al recuperar la billetera de ella, y él la reconoce como su antigua amiga de la infancia, y decide seguirla, de esa forma la salva de los prestamistas que la acechaban pero por un malentendido ella terminará pensando que es un matón y un pervertido. Se vuelven a encontrar durante la audición en la academia, sorprendido de verla en este lugar. A pesar de que él no participaría en las audiciones, llega a llamar la atención del director. Tras ver su paso por la audición y su sentimiento de humillación y desesperación, la salva nuevamente de los prestamistas, esta vez con su autorización. Kook se ve envuelto en diversas situaciones peligrosas por tratar de proteger a Hye-mi, como el hecho de ingresar a las oficinas de los prestamistas para salvarla recibiendo una gran paliza que lo lleva al hospital. Posteriormente, es reclutado para asistir a la academia, y llega a vivir junto a Hye-mi y Sam-dong. Así, él volverá a recuperar la antigua amistad que tenía con Hye-mi durante la infancia, de amor y protección, siendo siempre este su confidente, y su protector en secreto. Kook, también deberá reforzar la confianza de Hye-mi a pesar de dejarla como ladrona frente a toda la escuela, a pesar de su apariencia fuerte posee un dolor profundo desde niño, el ser abandonado por su madre, y ser hijo ilegítimo de un prestigioso empresario lo pondrá al filo de la espada entre seguir su vida con Hye-mi, o debutar de manera apresurada para que su padre no lo obligue a abandonar su sueño. Debutando, rompe la promesa que hizo con Hye-mi de estar por primera vez en un escenario juntos, lo que causa un gran dolor en la arrogante joven, en especial porque él comenzara a formar parte del mismo grupo musical que su rival, Yoon Baek-hee, así se distancia ampliamente su relación. Kook se convertirá en el primero en alcanzar la fama, y a su vez saborear lo difícil que es mantener una imagen respetable, escándalos como golpear al director de su compañía, el mentir sobre su relación con su padre, no poder acercarse a Hye-mi públicamente. Con su retorno tras su larga gira de promoción, verá a una nueva Hye-mi quien tiene un fuerte lazo con Sam-dong, pero que aún mantiene la herida de ser abandonada por él, decide aclarar los malentendidos, y terminara por besarla. A pesar de su excelente relación, de cariño, amistad y admiración, Kook es el primero en darse cuenta de que Hye-mi ama realmente a Sam-dong, y le pide que deje de engañar a sus sentimientos, y que vaya donde sea feliz. Tras el escándalo de golpear a su director, él refuerza su relación con su padre, pero a la vez se creó una imagen poco atractiva para el mercado, es ahí cuando formara parte del grupo Dream High, junto a Hye-mi, Sam-dong, Baek-hee, Jason y Pil-sook.
Ocho años después, Kook es un famoso cantante de Corea, el asiste al concierto número 100 de Hye-mi, y disfruta de la fama de su viejo amigo.
- Hahm Eun-jung como Yoon Baek-hee.

Conocida como la tímida mejor amiga de Hye-mi a la cual llamaban "la cola de Hye-mi", siempre se ha visto como su sombra, admirándola al punto de vestirse como ella, y seguirla a todos sus recitales, su sueño es poder ser tan famosa como Hye-mi, ya que siempre se ha sentido inferior a ella en especial por lo poco atractiva que es para su madre como hija. Su madre soñó el día de su nacimiento con escarabajos, y ella siempre prioriza por su trabajo que por los logros de ella. Tras saber que Hye-mi también asistirá a las audiciones de la escuela de artes Kirin, propone que canten juntas y así puedan cumplir su sueño como amigas, pero al momento de la audición comete un error vocal lo cual Hye-mi corrige indiscriminadamente, ocasionando que el director decida pasar solo a una, Baek Hee pide que las pasen juntas pues juraron seguir hasta el final unidas, pero para su sorpresa y desconociendo las situación real de Hye Mi, es humillada por su mejor amiga, pero el director terminara pasando de Baek Hee y no a Hye Mi, lo que ocasionará la furia de esta denotando a todos de ignorantes, pero termina siendo ella la humillada no solo por el director, sino por su ahora ex mejor amiga. Luego de la salida de Hye Mi, el director le entrega un medallón que dicen le dará suerte, el cual claramente se convertirá en su amuleto, como el de varios miembros de la academia. Baek Hee, comenzara sus inicios como un nuevo cambio de peinado dejando a tras de "la cola de Hye Mi", y pensando como una verdadera artista, pero por consejo de la profesora de baile Kyung Jin, y a causa de la presión de superar a Hye Mi, Baek Hee terminará jugando sucio en varios momentos, desde poner una tachuela a la zapatilla de una chica para recibir un rol protagónico en un musical, lanzar un florero para lastimar a Hye Mi, hasta plagiar una canción. Baek Hee, logrará humillar y menospreciar a Hye Mi, jugando el papel de víctima y sintiéndose como la protagonista de un manga, como Hye Mi la describirá, siendo ella la antagonista, pero es eso lo que a ella le dará más fuerza para luchar, lo que ocasionará frustración y miedo a Baek Hee, que a pesar de ser quien debuta primero, gana más de un concurso y recibir el apoyo en varios momento de Jin Gook, vera que el carisma de Hye Mi siempre será su sombra, y el ser superada por ella será su mayor temor. Tras el escándalo con el director de su compañía, quien trató de abusar de ella, es salvada por Jin Gook, pero ocasiona que el manche su imagen y pase a ser el "MATÓN" de corea, cansada de sentirse la mala, pide disculpas a Hye Mi por no darse cuenta de que ella jamás estuvo sola, que siempre he tenido personas que la protegen y quieren, así rompe el silencio y denuncia al director; así destruyendo su carrera, pero es Kyung Jin su maestra ya arrepentida de su fatal consejo, quien trata de salvarla y volverla a la vida, pues aún es muy joven para rendirse. Es así como luego de recuperar su amistad con Hye Mi, ella pasa a formar parte de Dream High, pero a causa de la su mala imagen y la de Jin Gook, deberán trabajar el doble para poder debutar como grupo, pero tras ser aceptada para participar en el casting de una prestigiosa compañía, y las estrategias de sus profesores y amigos logran salir adelante, y debutan como banda.
Ocho años después Baek Hee es la profesora de Baile, tomando el rol de Kyung Jin en la escuela, disfrutando de su autoridad y usando estrategias similares a su querida profesora, ahora la directora de la escuela.
- Jang Wooyoung como Jason

Estudiante de intercambio, que llegó a la audición de la escuela de artes Kirin, en donde queda demostrado su gran talento siendo considerado como el número uno de toda la escuela. Por esto atrae a diferentes personas, una de ellas fue Pil Suk quien es una chica no muy agraciada pero a la cual el reconocerá por su hermosa voz, y el recordando su audición termina llamándola cariñosamente "Señorita Sushi", Pil Suk, suele dejar en el casillero de Jason una paleta todos los días para demostrar su afecto. Jason suele seguir sus instintos, y va donde el cree que es divertido, al punto de dejar tirado el concierto de la academia por asistir al concierto falso que Hye Mi, y lo que con compañía organizaron para los padres de Sam Dong y Pil Suk. Jason, suele ser muy cortés, saludando siempre con una sonrisa o abriendo la puerta para otras personas, lo que ocasiona malentendidos en Pil Suk, a quien a pesar de admirar y querer no pudo corresponder a su declaración. Jason debuta tempranamente junto a Jin Gook y Baek Hee, entre otros, y luego de volver de su gira promocional volverá a ver la nueva figura de Pil Suk, espera con mucha ansias su prometida declaración aunque trata de no admitirlo, él siempre está pendiente de ella como el dejar un viaje en Japón para visitarla en el hospital tras sufrir hepatitis A. Luego de un concurso de baile en donde deja sólo a Sam Dong, por su esfuerzo, y tras las fuertes palabra de Pil Suk, al recriminarle que él no tiene sueños ni aspiraciones, el comenzara a ser responsable, sacando las mejores calificaciones, y asistiendo a todas sus clases, así volviendo a conquistar a Pil Suk. Este para muchos es un tipo conquistador lo que ocasionará malentendidos con Pil Suk, y celos por parte de ella, pero tras su primera participación en TV, Jason admitirá que él siempre la ha querido, desde antes de bajar de peso mostrando que en su celular lleva una foto de ella desde antes de su cambio. Luego del escándalo de Baek Hee, y Jin Gook, su grupo es separado y él decide firmar con Dream High, y así cumplir su sueño con Pil Suk, a quién cada día admira más.
Ocho años después se ve a Jason aún junto a Pil Suk, a pesar de que ella volvió a tener su antigua figura, lo que demuestra que el la ama por su interior dulce e infantil, no se sabe que ocurre con su carrera pero se le ve asistir al concierto número 100 de Hye Mi.
- IU como Kim Pil Sook

Pil Sook participara en la audición usando un disfraz de sushi, para sorpresa de muchos en especial por parte del jurado ella tiene una voz increíble, pero al resistirse a mostrar su apariencia ponía en dificultad su aprobación para ingresar a la academia, pero es el director quien la acepta a pesar de su poca agraciada figura, el poseer un destacable sobrepeso. Pil Suk, se enamorará de Jason, un chico que viene como estudiante de intercambio y a quien conoció el día de la audición al poder hablar con él en inglés, por ser un destacable bailarín, y el número uno de toda la escuela. Por no poder perder peso, es transferida a la clase de pre-universidad en donde participan Hye Mi, Sam Dong y Jin Gook, así ella iniciara una amistad con ellos tres, en especial con Hye Mi, quien suele aconsejarla, y hacerla volver a la realidad. Pil Suk, tiene una personalidad totalmente opuesta a Hye Mi, es dulce y demuestra mucho sus sentimientos, por un malentendido creerá que Jason está enamorado de ella, pero este no la acepta pero tampoco la rechaza, solo dice que le gusta, pero no que la ama. Es así como le propone que bajara de peso en 200 días, el tiempo en el cual Jason estará fuera en gira con su agrupación, es así como ella comienza su lucha por su gordura, pero luego de ese tiempo y a pesar de convertirse en una hermosa chica, ahora no solo por dentro sino en apariencia, no fue capaz de declarar su amor a Jason, lo que ocasiona los celos de este, y malestar por ambos, ahora porque ella es capaz de ver que él a pesar de tener un gran talento no se esfuerza, y es capaz de faltar a sus ensayos o clases, desmereciendo a quienes se esfuerzan como ella misma lo había hecho para bajar de peso, gracias a esas palabra Jason entra en razón, y ahora se convierte en el mejor y más responsable alumno, y así vuelve a conquistar el corazón de Pil Suk, y poco a poco se enamoran mutuamente, terminando como pareja, y él dejando su grupo para ser parte de Dream High.
Pil Suk confiesa que ella era muy feliz siendo gorda, pero que ahora era más feliz porque tuvo la oportunidad de debutar, cumplir su sueño y el poder conocer a Jason.
 Ocho años después Pil Suk es parvularia, y está al cuidado de niños pequeños, su aula está decorada con sus fotografías como idol, sus premios y discos. Volviendo a tener su antigua figura, admite ser muy feliz, además de seguir al lado de Jason. Aparte ella sufre de hepatitis A lo cual preocupa mucho a Jason quien pensaba que sufría hepatitis B.

### Secundario
Profesores de Kirin
- Uhm Ki Joon como Kang Oh Hyuk.

El profesor peor evaluado durante 3 años seguidos, con grandes posibilidades de ser despedido. Es odiado por Hye Mi, al ser conocido como la persona que rompió su familia al seducir a su inocente madre, y a su vez es odiado por Shin Bum Soo, el director de artes de la academia, quién luego será el director de la escuela, por su naturaleza pasiva y sin confianza, además de sentir que es profesor por amigos y no por ser un buen docente. Ha Myung, el antiguo director antes de dejar su cargo planea crear una nueva sección conocida como "ingreso especial", en donde estarán alumnos con gran talento pero que les falta algo para ser los mejores, dando fe de eso deja su sueño a Oh Hyuk, para que los enseñe y guíe, sin mucha confianza logra reclutarlos a los tres, pero deben asistir a clases preuniversitarias, lugar en donde los alumnos con peores calificaciones llegan, y donde el 100 % que llega renuncia a la academia. Oh Hyuk debe luchar por las constantes negativas del nuevo director, y también por su propia poca confianza, robando clases de otros profesores, ya que sus alumnos no pueden asistir a clases artísticas. Deberá confiar en su tercer peor enemigo, Yang Jin Man un antiguo amigo y compañero, a quien dejó plantado el día de su debut. Poco a poco, y a ver el sueño de sus alumnos, demostrará su verdadera pasión por enseñar y ser un mentor, sacrificándose por ellos como dejar la casa de su hermana en garantía para pagar la deuda de Hye Mi, dejar vivir a sus alumnos en su casa, alimentándolos y pagando sus estudios, corriendo con los gastos de todas sus salidas, y hasta llegar a crear un concierto falso para que ellos pudieran mostrar su talento a sus padres. Él tiene fe en sus alumnos, y demuestra que en realidad a pesar de ser odiado por tres personas es en realidad una persona muy buena, siempre dando consejos precisos y siendo un gran maestro, causando celos a Si Kyung Jin, quien es la maestra más solicitada pero la menos agradecida. Kang Oh Hyuk, debió sacrificar su trabajo para no perjudicar a sus alumnos, pero a pesar de renunciar, comienza a dar clases en pequeños lugares; después se vuelve a postular en su antiguo trabajo pero esta vez entró por la puerta ancha, demostrando gran experiencia dando clases, peinado con más personalidad, todo gracias a Bum Soo, el director quien le aconsejó tener confianza, tras aceptar su renuncia. Tiene un gran don para convencer a las personas, como suele suceder con el prestamista de la familia de Hye Mi, gracia a ello lograron varios beneficios, hasta que él se convierte en el dueño de una compañía de entretenimiento debutando a su primer grupo: Dream High. 
Casi finalizando la serie se descubre que el jamás fue amante de la madre de Hye Mi, sino que él la ayudó a encubrir una triste historia. La madre de Hye Mi, amo mucho a su familia, y tras una enfermedad decidió abandonarlos para no causarles dolor, y pidió a Oh Hyuk que la convirtiera en una mala persona para que su familia no sufriera, es así como él se presentó como su amante, pues él siempre amo a la madre de Hye Mi, pero ella no a él.
Ocho años después, el sigue siendo profesor de Kirin, y tras muchas dificultades se casó con la profesora Kyung Jin, con quien tienen un hijo.
- Lee Yoon Ji como Shi Kyung Jin.

La profesora más temida de Kirin, es hija del nuevo director. Es muy estricta al punto de arrojar tachuelas en el salón de baile a sus alumnos para sus clases, lo cual causa muchos malentendidos de su real personalidad, en un inicio desea que despidan al profesor Oh Hyuk, por considerarlo un mal profesor, pero luego de ver que el realmente desea que sus alumnos cumplan sus sueños, y los apoya a tales extremos, decide apoyarlo, al comienzo en secreto pero luego dando señales claras de sus intenciones, terminando enamorada de él. Aconsejó erróneamente a Baek Hee, sobre cómo luchar por los sueños, ser ambiciosos "No debemos tener amigos sino rivales", todo está permitido para alcanzar el sueño, al tiempo ella termina arrepentida de sus palabras, y teme por el futuro de Baek Hee, pero a pesar de todos los errores de ella, esta decide apoyarla hasta el final proponiéndose sacarla adelante y ayudarla a cumplir su sueño.
Kyung Jin suele cuestionarse porque ninguno de sus alumnos le da agradecimientos cuando se hacen famosos, y envidia a Oh Hyuk por tener alumnos que realmente lo admiran y agradecen, al final cuando Dream High logra lanzar su disco ve por primera vez su nombre en él, gracias a su apoyo en la vida de Baek Hee, a quien ayudó a cumplir su sueño.
Ocho años después, ella es la directora de Kirin, y está casada con Oh Hyuk teniendo ambos un hijo.
- Park Jin Young como Yang Jin Man.

Excelente bailarín, cantante y compositor, aparece por primera vez cuando desea vender su posición más preciada para poder comprar el anillo de compromiso para su novia, pero este lo deja porque no le contestó el teléfono. Jin Man, es reclutado por el antiguo director para ser profesor de inglés en la academia, y debe compartir rol con Oh Hyuk, antiguo compañero a quien odia por abandonarlo el día de su debut, por lo cual jamás pudo debutar. A pesar de su temor por ser despedido, el ayuda en secreto a los alumnos de Oh Hyuk, porque desea que ellos puedan cumplir su sueño, y queda sorprendido por el talento de Sam Dong. Es quien les crea las coreografías, y enseña canto a la sección preuniversitario. Es quien usualmente crea situaciones humorísticas a lo largo de la serie, tiene sentimientos no correspondidos hacia Kyun Jin.
- Bae Yong Jun como Jung Ha Myung.

Conocido como "El fantasma", aparece muy pocas veces en la escuela a pesar de ser el director. El año 2018, es entrevistado por ser quien descubrió a K, el primer coreano en ganar un Grammy. Luego el 2010, se ve cómo vuelve a su academia, y comienza ver los cambios como la sección preuniversitaria. A causa de esto, decide ser quién elija a los nuevos postulantes en la academia; es quien rechaza a Hye Mi por ser arrogante y prejuiciosa a pesar de tener un gran registro vocal, y dejando a su amiga. También es quien permite que Pil Suk pueda ingresar a la academia a pesar de no tener gran físico. Por último, es quien crea la selección especial teniendo a tres postulantes para la sección; Hye Mi chica de gran talento pero sus prejuicios no la dejan apreciar la música, y la vida, Jin Gook, entró a la audición para acompañar a un amigo, y terminó haciendo un escándalo, pero en realidad el temor a aceptarse impide cumplir su sueño, y Sam Dong, virtuoso de la música pero su ignorancia, y temor a dejar a su madre no le permiten descubrir sus talentos. A causa de la llegada tardía de Sam Dong, deberá dejar su lugar de mentor de estos tres alumnos a cargo de Kang Oh Hyuk, quien tenía un cuaderno con anotaciones llamado; Dream High "Sueña Alto", así incentivándolo a recordar su pasado, y real sueño. Luego de esto él desaparece, y sólo queda su recuerdo, y su encargado Kang Oh Hyuk.
- Lee Byung Joon como Shi Bum Soo.
- Lee Yoon Mi como Maeng Seung Hee.
- Baek Won Kil como Gong Min Chul.
- Joo Young Hoon como Profesor de composición.

Estudiantes de Kirin
- Jun Ah Min como Jo In Sung.
- Jung Min Joo / JOO como Jung Ah Jung .
- Han Ji Hoo como Park Do Joon.
- Yoon Young Ah como Lee Ri Ah.
- Park Jin Sang como Jun Tae San.
- Kim Bo Reum como Ha So Hyun.
- Bae Noo Ri como Estudiante Kirin.

### Otros
Apariciones especiales
- Jo Soo Mi como ella misma (ep1).
- Kim Hyun Joong como él mismo (ep1).
- Nichkhun como él mismo/pareja del CF de Ri Ah (ep8).
- Hwang Chan Sung como chico imaginario de Kang Oh Sung (ep12).
- Leeteuk como él mismo (ep13).
- Eunhyuk como él mismo (ep13).
- Miss A como bailarinas del flash mob (ep16).
- 2AM como bailarines del flash mob (ep16).
- Dal Shabet como estudiantes Kirin de Baek Hee (ep16).
- Park Won-sang como el presidente Yoon.[4]
- Koo Jun Yup.
- Song Hae.
- Ahn Kil-kang como Ma Doo-sik.
- Ahn Sun Young como Kang Oh Sun (hermana mayor de Oh Hyuk).
- Ahn Seo Hyun como Go Hye Sung.
- Park Eun Bin como Hye Sung de 16 años (ep16).
- Lee Hye Sook como Song Nam Boon.
- Choi Il Hwa como Hyun Moo Jin.
- Park Hyuk Kwon como Go Byung Jik.
- Park Hwi Soon como compañero de habitación de Jin Guk (ep1-2,5).
- Jang Hee Soo.
- Kim Yoon Tae.
- Lim Seulong.

## Recepción

### Audiencia
En Azul la audiencia más alta y en rojo la más baja, correspondientes a las empresas medidoras TNms y AGB Nielsen con sus respectivos promedios, además del episodio especial, en la parte inferior de la lista.
| Ep. #    | Fecha de emisión      | Share        | Share        | Share       | Share       |
| Ep. #    | Fecha de emisión      | TNmS Ratings | TNmS Ratings | AGB Nielsen | AGB Nielsen |
| Ep. #    | Fecha de emisión      | Nacional     | Seúl         | Nacional    | Seúl        |
| -------- | --------------------- | ------------ | ------------ | ----------- | ----------- |
| 1        | 3 de enero de 2011    | 11.3         | 14.2         | 10.7        | 11.2        |
| 2        | 4 de enero de 2011    | 11.5         | 13.9         | 10.8        | 11.4        |
| 3        | 10 de enero de 2011   | 11.7         | 13.8         | 13.1        | 13.3        |
| 4        | 11 de enero de 2011   | 13.4         | 15.4         | 13.8        | 14.3        |
| 5        | 17 de enero de 2011   | 13.7         | 15.8         | 15.5        | 17.0        |
| 6        | 18 de enero de 2011   | 13.1         | 15.9         | 15.8        | 17.1        |
| 7        | 24 de enero de 2011   | 15.3         | 17.5         | 15.9        | 17.2        |
| 8        | 31 de enero de 2011   | 14.9         | 17.4         | 16.3        | 17.7        |
| 9        | 1 de febrero de 2011  | 14.9         | 16.9         | 16.7        | 18.3        |
| 10       | 7 de febrero de 2011  | 16.7         | 19.2         | 17.6        | 19.3        |
| 11       | 8 de febrero de 2011  | 16.6         | 19.3         | 17.9        | 19.3        |
| 12       | 14 de febrero de 2011 | 15.8         | 17.8         | 16.7        | 18.9        |
| 13       | 15 de febrero de 2011 | 17.2         | 20.1         | 17.9        | 20.1        |
| 14       | 21 de febrero de 2011 | 16.4         | 18.9         | 17.6        | 19.3        |
| 15       | 22 de febrero de 2011 | 17.2         | 19.7         | 17.9        | 19.5        |
| 16       | 28 de febrero de 2011 | 18.2         | 20.7         | 17.2        | 18.6        |
| Promedio | Promedio              | 14.9 %       | 17.3 %       | 15.7 %      | 17.0 %      |
| *        | 1 de marzo de 2011    | 12.1         | 14.4         | 12.2        | 13.6        |

### Premios y nominaciones
| Año  | Premio                                 | Categoría                                       | Nominado                                             | Resultado |
| ---- | -------------------------------------- | ----------------------------------------------- | ---------------------------------------------------- | --------- |
| 2011 | 47th Baeksang Arts Awards              | Mejor nuevo director (TV)                       | Lee Eung Bok                                         | Nominado  |
| 2011 | 47th Baeksang Arts Awards              | Mejor nuevo actor (TV)                          | Kim Soo Hyun                                         | Nominado  |
| 2011 | 47th Baeksang Arts Awards              | Mejor nuevo actor (TV)                          | Park Jin Young                                       | Nominado  |
| 2011 | 47th Baeksang Arts Awards              | Mejor nueva actriz (TV)                         | Suzy                                                 | Nominado  |
| 2011 | 47th Baeksang Arts Awards              | Premio a la popularidad, actor (TV)             | Kim Soo Hyun                                         | Nominado  |
| 2011 | 47th Baeksang Arts Awards              | Premio a la popularidad, actor (TV)             | Park Jin Young                                       | Nominado  |
| 2011 | 47th Baeksang Arts Awards              | Premio a la popularidad, actriz (TV)            | Suzy                                                 | Nominado  |
| 2011 | 47th Baeksang Arts Awards              | Premio a la popularidad, actriz (TV)            | IU                                                   | Nominado  |
| 2011 | 47th Baeksang Arts Awards              | Premio a la popularidad, actriz (TV)            | Eunjung                                              | Nominado  |
| 2011 | 4th Korea Drama Awards                 | Mejor escritor                                  | Park Hye Ryun                                        | Nominado  |
| 2011 | 4th Korea Drama Awards                 | Mejor actor secundario                          | Um Ki Joon                                           | Nominado  |
| 2011 | 4th Korea Drama Awards                 | Mejor actriz de reparto                         | Lee Yoon-ji                                          | Nominado  |
| 2011 | 4th Korea Drama Awards                 | Mejor nuevo actor                               | Kim Soo Hyun                                         | Ganador   |
| 2011 | 4th Korea Drama Awards                 | Mejor nueva actriz                              | Suzy                                                 | Nominado  |
| 2011 | 4th Korea Drama Awards                 | Premio a la popularidad                         | Kim Soo Hyun                                         | Ganador   |
| 2011 | 6th Seoul International Drama Awards   | Mejor miniserie                                 | Dream High                                           | Nominado  |
| 2011 | 13th Mnet Asian Music Awards           | Mejor banda sonora                              | «Someday» - IU                                       | Nominado  |
| 2011 | SKY PerfecTV! Awards                   | Gran premio                                     | Dream High                                           | Ganador   |
| 2011 | SKY PerfecTV! Awards                   | Premio Hallyu                                   | Kim Soo Hyun                                         | Ganador   |
| 2011 | 5th Tokyo International Drama Festival | Premio especial para un drama extranjero        | Dream High                                           | Ganador   |
| 2011 | 3rd Bugs Music Awards                  | Banda sonora del año                            | «My Valentine» - Taecyeon, Nichkhun y Park Jin Young | Ganador   |
| 2011 | KBS Drama Awards                       | Premio a la excelencia, actriz en una miniserie | Suzy                                                 | Nominado  |
| 2011 | KBS Drama Awards                       | Mejor nuevo actor                               | Kim Soo Hyun                                         | Ganador   |
| 2011 | KBS Drama Awards                       | Mejor nuevo actor                               | Park Jin Young                                       | Nominado  |
| 2011 | KBS Drama Awards                       | Mejor actriz revelación                         | Suzy                                                 | Ganador   |
| 2011 | KBS Drama Awards                       | Mejor actriz revelación                         | IU                                                   | Nominado  |
| 2011 | KBS Drama Awards                       | Mejor actriz secundaria                         | Lee Yoon Ji                                          | Ganador   |
| 2011 | KBS Drama Awards                       | Mejor actriz joven                              | Ahn Seo Hyun                                         | Nominado  |
| 2011 | KBS Drama Awards                       | Premio a la popularidad                         | Kim Soo Hyun                                         | Ganador   |
| 2011 | KBS Drama Awards                       | Premio a la popularidad                         | Suzy                                                 | Nominado  |
| 2011 | KBS Drama Awards                       | Premio a la mejor pareja                        | Kim Soo Hyun y Suzy                                  | Ganador   |
| 2011 | KBS Drama Awards                       | Premio a la mejor pareja                        | Taecyeon y Suzy                                      | Nominado  |
| 2011 | KBS Drama Awards                       | Premio a la mejor pareja                        | Wooyoung y IU                                        | Nominado  |
| 2011 | Cyworld Digital Music Awards           | Canción del mes (febrero)                       | «Dreaming» - Kim Soo Hyun                            | Ganador   |
| 2012 | Rose d'Or Awards                       | Premio Rosa dorada (Niños y jóvenes)            | Dream High                                           | Ganador   |
| 2012 | 7th Seoul International Drama Awards   | Drama coreano sobresaliente                     | Dream High                                           | Nominado  |
| 2012 | 7th Seoul International Drama Awards   | Actriz coreana sobresaliente                    | Suzy                                                 | Nominado  |
| 2013 | 9th UST Students' Choice Awards        | Mejor telenovela extranjera                     | Dream High                                           | Ganador   |

## Banda sonora
| Dream High |                                                           |          |  |
| N.º        | Título                                                    | Duración |  |
| 1.         | «Dream High» (Taecyeon, Wooyoung, Suzy, Kim Soo Hyun, IU) | 3:47     |  |
| 2.         | «Someday» (IU)                                            | 3:38     |  |
| 3.         | «My Valentine» (Taecyeon & Nichkhun)                      | 4:07     |  |
| 4.         | «If» (Park Jin Young)                                     | 3:55     |  |
| 5.         | «Maybe» (SunYe)                                           | 3:01     |  |
| 6.         | «Can't I love you?» (Changmin & Jinwoon)                  | 3:35     |  |
| 7.         | «Don't Leave» (Junsu & Lim Jeong Hee)                     | 4:20     |  |
| 8.         | «A Part of This Dream» (San E (Feat SoHyang Of POS))      | 3:16     |  |
| 9.         | «Winter Child» (Suzy)                                     | 3:39     |  |
| 10.        | «Dreaming» (Kim Soo Hyun)                                 | 3:42     |  |
| 11.        | «If (Inst.)» (Park Jin Young)                             | 3:55     |  |
| 12.        | «Maybe(Inst.)» (Sunye)                                    | 3:01     |  |
| 43:47      |                                                           |          |  |

## Emisión internacional

### Televisión
- Chile: Etc...TV.
- China: Star Xing Kong y Hunan TV.
- Colombia: Canal 13.
- Emiratos Árabes Unidos: MBC4
- El Salvador: Canal 33
- Filipinas: ABS-CBN.
- Hong Kong: TVB J2 y Drama 1.
- Indonesia: Indosiar y RTV.
- Italia: MTV
- Japón: TBS.
- Kazajistán: El Arna y Khabar.
- Malasia: 8TV.
- Panamá: SERTV Canal 11.
- Perú: Panamericana Televisión (2011).
- Rumanía: Euforia Lifestyle TV.
- Singapur: E City.
- Tailandia: Channel 7.
- Taiwán: ETTV.
- Turquía: TRT Okul.
- Vietnam: HTV2.

### Streaming
- Estados Unidos: Dramafever.[8]
- Singapur: Viki.[9]